# Campionati italiani estivi di nuoto 1910
I XII Campionati italiani di nuoto  sono stati disputati in tre sedi diverse, come deciso nel 1909. Si è cominciato il 31 luglio 1910 con le gare in mare a Santa Margherita Ligure, quindi il 13 e il 14 agosto ci sono state le gare nel lago di Garda a Salò, e infine il 28 agosto le gare "nel fiume" si sono disputate nel naviglio di Milano. A causa di ciò in quell'anno sono assegnati tre titoli italiani nello stadio, nel miglio marino e a squadre: le gare "artistiche" vengono invece ridotte, limitandosi ai 100 metri dorso e sul petto, e disputate solo nel lago. Anche quest'anno Mario Massa è il miglior nuotatore, vince infatti tutti i titoli nello stadio, nel miglio e due "Scudi Garibaldi", in palio per il titolo a squadre.

## Podi
Sino al 1931 venivano usati cronometri precisi al quinto di secondo (0,2 sec.); i tempi sono stati riportati usando i decimi di secondo, ne segue che le cifre dei decimi appaiano sempre pari
s.t. = senza tempo
| Evento                           | Oro                                                               | Tempo  | Argento                                                                 | Tempo  | Bronzo                                                         | Tempo  |
|                                  |                                                                   |        |                                                                         |        |                                                                |        |
| stadio nel fiume                 | Mario Massa                                                       | 1'32"0 | Amilcare Beretta                                                        | 1'35"2 | Davide Costa                                                   | 1'40"0 |
| stadio nel lago                  | Mario Massa                                                       | 2'29"2 | Omero Chiesa                                                            | 2'37"0 | Gerolamo Rizzatto                                              | 2'40"0 |
| stadio in mare                   | Mario Massa                                                       | 3'00"0 | Davide Baiardo                                                          | 3'10"0 | Davide Costa                                                   | 3'14"0 |
|                                  |                                                                   |        |                                                                         |        |                                                                |        |
| miglio nel fiume                 | Mario Massa                                                       | 18'03" | Virgilio Bellezza                                                       | 18'53" | Giovanni Artuso                                                | 19'03" |
| miglio nel lago                  | Mario Massa                                                       | 31'54" | Oreste Muzzi                                                            | 33'20" | Giovanni Gatti                                                 | 36'20" |
| miglio in mare                   | Mario Massa                                                       | 32'19" | Oreste Muzzi                                                            | 34'54" | Giovanni Gatti                                                 | 35'32" |
| Gara a squadre - Scudo Garibaldi |                                                                   |        |                                                                         |        |                                                                |        |
| 3x200 m nel fiume                | Ardita Juventus Nervi Italo Madella Davide Costa Mario Massa      | 5'21"0 | Ninfea Ignazio Luè Giovanni Artuso Amilcare Beretta                     | 5'27"2 | Rari Nantes Milano Caielli Piccinini Rienzi Sinigaglia         | 5'39"2 |
| 3x200 m nel lago                 | Ardita Juventus Nervi Italo Madella Michele Signorini Mario Massa | 7'28"6 | Rari Nantes Spezia Gerolamo Rizzatto Francesco De Pasquale Omero Chiesa | 7'41"8 | Rari Nantes Patavium Fasoli Francesco Burlini Sante Giacometti | s.t.   |
| 3x200 m in mare                  | Mameli Voltri Davide Baiardo Graffigna Castellaro                 | s.t.   | Pro Chiavari Sanguineti Capello Vittorio Semorile                       | s.t.   | Rari Nantes Florentia Oreste Muzzi Giusti Antonini             | s.t.   |
| Stili artistici                  |                                                                   |        |                                                                         |        |                                                                |        |
| 100 m dorso                      | Rienzi Sinigaglia                                                 | 1'47"0 | Omero Chiesa                                                            | 1'51"0 | Sante Giacometti                                               | 1'55"0 |
| 100 m sul petto                  | Rienzi Sinigaglia                                                 | 1'43"0 | Enrico Mariani                                                          | 1'47"0 | Francesco Burlini                                              | s.t.   |
| fondo                            | Garavaglia                                                        | s.t.   | ---                                                                     | ---    | ---                                                            | ---    |